# Wereldkampioenschappen veldrijden 1998
De wereldkampioenschappen veldrijden 1998 werden gehouden in het weekend van 31 januari en 1 februari 1998 in Middelfart, Denemarken.

## Uitslagen

### Mannen, elite
| Plaats | Renner              | Land        | Tijd    |
| ------ | ------------------- | ----------- | ------- |
|        | Mario De Clercq     | België      | 1:04.06 |
| Zilver | Erwin Vervecken     | België      | + 1.04  |
| Brons  | Henrik Djernis      | Denemarken  | + 1.07  |
| 4.     | Daniele Pontoni     | Italië      | z.t.    |
| 5.     | Radomír Šimůnek     | Tsjechië    | + 1.19  |
| 6.     | Emmanuel Magnien    | Frankrijk   | + 1.23  |
| 7.     | Dieter Runkel       | Zwitserland | + 1.55  |
| 8.     | Christophe Mengin   | Frankrijk   | + 2.17  |
| 9.     | Richard Groenendaal | Nederland   | + 2.28  |
| 10.    | Beat Wabel          | Zwitserland | + 2.31  |

### Mannen, beloften
| Plaats | Renner             | Land             | Tijd   |
| ------ | ------------------ | ---------------- | ------ |
|        | Sven Nys           | België           | 52.14  |
| Zilver | Bart Wellens       | België           | + 0.24 |
| Brons  | Petr Dlask         | Tsjechië         | + 0.29 |
| 4.     | Klaus Nielsen      | Denemarken       | + 0.45 |
| 5.     | Giullaume Benoist  | Frankrijk        | + 0.47 |
| 6.     | Pavel Prošek       | Tsjechië         | + 0.59 |
| 7.     | Maarten Nijland    | Nederland        | + 1.08 |
| 8.     | Raymond Lubberman  | Nederland        | + 1.10 |
| 9.     | Fabrizio Dall'Oste | Italië           | + 1.12 |
| 10.    | Timothy Johnson    | Verenigde Staten | z.t.   |

### Jongens, junioren
| Plaats | Renner              | Land        | Tijd   |
| ------ | ------------------- | ----------- | ------ |
|        | Michael Baumgarter  | Zwitserland | 38.56  |
| Zilver | Stefano Toffoletti  | Italië      | + 0.03 |
| Brons  | Davy Commeyne       | België      | z.t.   |
| 4.     | Martin Ocásek       | Tsjechië    | + 0.05 |
| 5.     | Sven Vanthourenhout | België      | + 0.09 |
| 6.     | Björn Schröder      | Duitsland   | z.t.   |
| 7.     | Tilo Schüler        | Duitsland   | + 0.16 |
| 8.     | Tomáš Trunschka     | Tsjechië    | z.t.   |
| 9.     | Pavel Bartos        | Tsjechië    | z.t.   |
| 10.    | Grégory Rast        | Zwitserland | z.t.   |

## Medaillespiegel
| Plaats | Land        | Goud | Zilver | Brons | Totaal |
| 1      | België      | 2    | 2      | 1     | 5      |
| 2      | Zwitserland | 1    | 0      | 0     | 1      |
| 3      | Italië      | 0    | 1      | 0     | 1      |
| 4      | Tsjechië    | 0    | 0      | 1     | 1      |
| 4      | Denemarken  | 0    | 0      | 1     | 1      |
| Totaal | Totaal      | 3    | 3      | 3     | 9      |

Kampioenschappen:  Wereldkampioenschappen · 
 Belgische kampioenschappen · 
 Nederlandse kampioenschappen
Klassementen:  Wereldbeker · 
 Superprestige · 
 GvA Trofee · 
 Challenge national
1950 · 
1951 · 
1952 · 
1953 · 
1954 · 
1955 · 
1956 · 
1957 · 
1958 · 
1959 · 
1960 · 
1961 · 
1962 · 
1963 · 
1964 · 
1965 · 
1966 · 
1967 · 
1968 · 
1969 · 
1970 · 
1971 · 
1972 · 
1973 · 
1974 · 
1975 · 
1976 · 
1977 · 
1978 · 
1979 · 
1980 · 
1981 · 
1982 · 
1983 · 
1984 · 
1985 · 
1986 · 
1987 · 
1988 · 
1989 · 
1990 · 
1991 · 
1992 · 
1993 · 
1994 · 
1995 · 
1996 · 
1997 · 
1998 · 
1999 · 
2000 · 
2001 · 
2002 · 
2003 · 
2004 · 
2005 · 
2006 · 
2007 · 
2008 · 
2009 · 
2010 · 
2011 · 
2012 · 
2013 · 
2014 · 
2015 · 
2016 · 
2017 · 
2018 · 
2019 ·
2020 ·
2021 ·
2022 ·
2023 ·
2024 ·
2025

Categorieën

Mannen elite · 
vrouwen elite · 
mannen beloften · 
vrouwen beloften · 
jongens junioren · 
meisjes junioren · 
gemengde estafette

Voormalig:
mannen amateurs